# Cardisoma crassum
Cardisoma crassum is een krabbensoort uit de familie van de Gecarcinidae. De wetenschappelijke naam van de soort is voor het eerst geldig gepubliceerd in 1870 door Smith.